# Eudaimonisme
Eudaimonisme er en etik baseret på lykkeprincippet og opfattelsen af, at det gode i livet er lykken.
Tankegangen om, at livets højeste mål er lykken, har været en idé, som filosofien har arbejdet med siden antikken. Aristoteles er en af de tidligste filosoffer, der har beskrevet denne tankegang.